# Omofilia
La parola omofilia è stata utilizzata nell'ambito del primo movimento omosessuale come sinonimo o indicatore di omosessualità, dagli anni '20 alla fine degli anni '60. Con la definizione di omofilo ci  si può anche riferire ad un individuo che accetta gli omosessuali, che è sostenitore delle loro richieste, che ha pensieri positivi circa l'omosessualità o infine è un sostenitore della sua accettazione sociale.
A partire dalla metà del XX secolo è stato un concetto ampiamente utilizzato in sociologia e in altri campi.

## Etimologia e uso in ambiente omosessuale
Il termine omo-filia è preferito e favorito da alcuni perché sottolinea l'amore ("-phile "dal greco φιλία) piuttosto che il sesso, come accade ad esempio in omo-sessuale. Coniato per la prima volta dal medico, poligrafo e giornalista pubblicista tedesco Karl-Günther Heimsoth che, nella sua tesi di dottorato datata 1924 "Hetero-und Homophilie", lo introduce nell'ambito della sessuologia: diviene di uso comune negli anni '50 e '60 da parte di organizzazioni pro-omosessuali e nelle pubblicazioni a loro correlate. I gruppi di questo periodo sono ormai noti collettivamente per aver fatto parte del cosiddetto movimento omofilo.
L'uso di omofilia, associato al movimento omofilo, ha cominciato a scomparire con l'emergere del contemporaneo movimento di liberazione omosessuale tra la fine degli anni '60 e i primi anni '70 del XX secolo, sostituito sempre più da una nuova serie di termini come gay, lesbiche, bisessuali e transgender e, sul far degli anni '90, da queer insieme all'acronimo LGBTQ; ciò anche se alcuni "gruppi omofili" sopravvissero fino agli anni '80 e '90.
La Chiesa d'Inghilterra ha usato ancora il termine "homophile" in certi contesti almeno dal 1991 - ad esempio per indicare "l'orientamento omofilo" e la "relazione omofila sessualmente attiva".
In quasi tutte le lingue in cui le parole "omofili" e "omosessuali" sono stati entrambi in uso, "omosessuale" ha vinto come il moderno termine neutro convenzionale maggiormente utilizzato. L'unica eccezione è il norvegese, dove è successo il contrario, e "homofil[i]" è il moderno termine neutro convenzionale per "omosessuale [lità]" in lingua norvegese.
Anche nel mondo anglosassone la parola "homophilia" è stato in una certa misura variamente utilizzato; ma entro la fine degli anni '60, in seguito ai moti di Stonewall, è stata sempre più sostituita e abbandonata. La dicitura di "Homofili" stata per la prima volta usata in Norvegia nel 1951 un opuscolo del ramo norvegese della danese Lega pro-omosessuali fondata nel 1948.
Inoltre, il termine è talvolta usato colloquialmente nella comunità gay per descrivere un "eteroalleato", vale a dire una persona che si identifica come eterosessuale ma che, nonostante questo, si sente vicina alle persone LGBT nei loro rapporti sociali o è molto legata alla comunità LGBT e alla sua cultura.

## In sociologia
L'omofilia (vale a dire, "l'amore del simile/dell'uguale") è la tendenza degli individui di associarsi e di creare legami con altri considerati simili per alcune peculiari caratteristiche. La presenza di omofilia è stata descritta in una vasta gamma di studi i quali hanno osservato l'omofilia in vari contesti e modalità e stabilito una connessione di somiglianza in differenti ambiti tra cui l'età, l'identità di genere, la classe sociale e il ruolo organizzativo.
Gli individui nelle relazioni omofiliche condividono caratteristiche comuni (credenze, valori, educazione, etc.) che rendono la comunicazione e la relazione di formazione più facile. L'omofilia porta spesso a omogamia-matrimonio tra persone con caratteristiche simili.
Nel contesto dell'analisi di rete sociale, il termine usato è quello più vicino all'originale in sociologia: "omofilia" qui corrisponde al fenomeno causato dalla somiglianza tra individui in una o più caratteristiche rilevanti, all'interno della rete sociale in cui si trovano ad essere interconnessi tra di loro. Robert K. Merton e Paul Lazarsfeld distinguono tra lo "status omofilia" e il "valore omofilia": il primo descrive gli individui con similitudini di stato sociale che, date le loro caratteristiche in comune, hanno maggiori probabilità di associarsi tra loro; il secondo, invece, si riferisce alla tendenza ad associarsi con altre persone che la pensano in modo simile, indipendentemente dalle differenze di status.
L'opposto di omofilia è qui l'eterofilia.